# 克劳利
克勞利（英語： pronunciationⓘ），英國英格蘭東南區域西薩塞克斯郡的二級行政區（區級），擁有自治市鎮地位，有100,100人口，佔地44.96平方公里。倫敦格域機場位於克羅利北部，極接近薩里郡的郡界。

## 外部連結
- 克勞利自治市鎮議會（页面存档备份，存于）